# Светлан Стоев
Светлан Стоев е български дипломат, министър на външните работи на България в двете служебни правителства на Стефан Янев (12 май – 13 декември 2021).

## Биография
Светлан Стоев е роден на 30 август 1960 г. в София. През 1985 г. се дипломира в специалност „Международни отношения“ в Университета за национално и световно стопанство (УНСС). По-късно придобива магистърска степен, както и специализации по международни икономически отношения (в Москва, 1990 – 1992) и „Европейски институции и политики“ в Дипломатическата академия „Густав Щреземан“ (Бон, Германия, 1998).
През октомври 1985 г. постъпва в Министерество на външните работи след конкурс. До 1987 г. е стажант-аташе в отдел „Печат“. От 1987 до 1990 г. е аташе в дирекция „Единен държавен протокол“. Между 1992 и 1993 г. е Референт за Турция в управление „Международно право и консулски отношения“, след което до 1997 г. е Първи секретар в посолството на България в Лагос, Нигерия. От 1997 до 1999 г. изпълнява длъжността Завеждащ сектор „Скандинавски страни“ в дирекция „Западна Европа и Северна Америка“. От 1999 до 2002 г. е съветник в посолството на България в Копенхаген, Дания. През следващите години е Началник отдел в дирекция „Европейски страни“ и председател от българска страна на Смесената правителствена комисия „България – Бавария“. От 2005 до 2009 г. е посланик, ръководител на Дипломатическото бюро на България в Бон, Германия, след което до 2011 г. е Административен секретар на Министерество на външните работи и председател на Междуведомствената комисия за имотите извън страната. В периода 2012 – 2016 г. е извънреден и пълномощен посланик на България в Швеция. От 2016 до 2018 г. е Директор на дирекция „Държавен протокол“ в Министерество на външните работи, а от януари 2019 до май 2021 г. е извънреден и пълномощен посланик на България в Дания.
Владее английски, немски и руски език.